# 2516 Roman
För andra betydelser, se Roman (olika betydelser).
2516 Roman eller 1964 VY är en asteroid i huvudbältet, som upptäcktes 6 november 1964 av Indiana Asteroid Program vid Indiana University Bloomington med Goethe Link Observatory. Asteroiden har fått sitt namn efter den amerikanska astronomen Nancy Roman.
Asteroiden har en diameter på ungefär 4 kilometer.